# Cuyotenango
Cuyotenango é uma cidade da Guatemala do departamento de Suchitepéquez.